# The Gary Coleman Show
The Gary Coleman Show è un cartone animato prodotto da Hanna-Barbera nel 1982.
La serie è nata dopo il grande successo del protagonista nella sitcom Arnold. È basata sul film TV L'angioletto senza ali (The Kid with the Broken Halo) interpretato dallo stesso Gary Coleman, che qui vestiva i panni di un angelo; la sua istruttrice si chiama Angelica.